# جان ایتول، بارون ایتول
جان ایتول، بارون ایتول (انگلیسی: John Eatwell, Baron Eatwell؛ زادهٔ ۲ فوریهٔ ۱۹۴۵) اقتصاددان اهل بریتانیا است.